# ساموئل میلنر
 ساموئل میلنر (انگلیسی: Samuel Milner؛ زاده ۲۲ اوت ۱۸۷۵ درگذشته ۱۲ اوت ۱۹۵۸) یک فیزیک‌دان اهل بریتانیا بود. 